# Studentenoverall

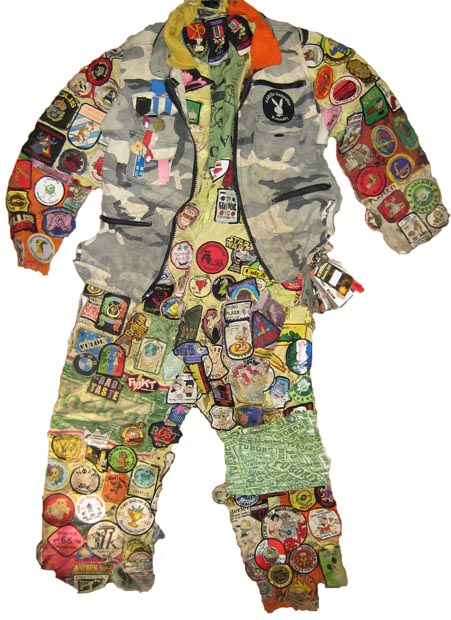
Typischer Studentenoverall von 1998. Es sind auch Aufnäher zu sehen, die der Träger mit Studenten anderer Fachrichtungen getauscht hat.

Studentenoveralls (schwedisch: studentoverall) sind eine in Nordeuropa verbreitete Partybekleidung von Studenten und Teil der dortigen Studentenkultur. Ursprünglich aus Schweden kommend, haben sich diese Overalls auch in Finnland und Norwegen etabliert.

## Allgemeines
Studentenoveralls haben verschiedene Farben, wobei die einzelnen Fachschaften der Universitäten jeweils eigene Farben haben. Die Anzüge sind mit allerlei Sponsorenaufdrucken und individuellen Aufnähern (schwed. tygmärken) versehen, die meist den Namen, das Logo oder das Maskottchen eines Studiengangs, einer Fachschaft oder einer sonstigen studentischen Vereinigung zeigen. Die Aufnäher spiegeln die Feierlaune der Studenten wider und müssen teilweise durch Prüfungen der Studentenverbände oder in Kneipen und auf Partys errungen werden. Auf Studentenfesten und bei sonstigen Anlässen werden diese Aufnäher oftmals zugleich als Eintrittskarten verkauft, die dann auf den Overall aufgenäht werden. Die Aufnäher werden gerne und fleißig mit anderen Studenten getauscht. Ältere Studenten, die aktiv am studentischen Leben teilgenommen haben, lassen sich an den völlig mit Aufnähern bedeckten Overalls leicht ausmachen.
Viele Studenten tauschen untereinander Teile ihrer Overalls, die dann am jeweils anderen Overall wieder angenäht werden. Hierfür gibt es (je nach getauschtem Teil oder bisweilen einfach nach ganz individueller Definition) verschiedene Bedeutungen – Freundschaft, Liebe, Sex oder auch Nebenfächer bzw. ein Zweitstudium. So gilt der Overall vielen Studenten als Spiegel ihres Studentenlebens.
Es gibt in Bezug auf die Overalls eine Reihe von ungeschriebenen Regeln (die jedoch keineswegs einheitlich sind). So gilt zum Beispiel vielen als absolutes Gesetz, dass man den Overall nur lüften, niemals jedoch waschen darf. Und in vielen Texten über Studentenoveralls kann man auch lesen, dass man darunter am besten nichts weiter trägt als die nackte Haut.
Auch wenn es auf großen studentischen Veranstaltungen so aussehen mag, tragen bei weitem nicht alle Studenten diese Overalls. Es gibt viele Studenten (insbesondere in den nichttechnischen Studiengängen), die sich nicht mit der damit verbundenen Partykultur identifizieren wollen oder aus anderen Gründen keine Overalls tragen.

## Schweden
Die Geschichte des studentoverall beginnt in den 1960er oder 1970er Jahren an der Königlichen Technischen Hochschule Stockholm (KTH), von wo aus sich diese Modeerscheinung schnell in ganz Schweden verbreitet hat.
Eine Alternative zum Overall ist der sogenannte b-frack, der unter anderen von den KTH-Ingenieursstudenten der Fachrichtungen Maschinenbau (maskinteknik), Fahrzeugtechnik (farkostteknik) und Medientechnik (medieteknik) getragen wird. Er hat seinen Ursprung um das Jahr 1900, als dieser Frack die Festkleidung der Ingenieure war. Mit dem Aufkommen der Overalls haben diese jedoch den b-frack weitestgehend verdrängt.

## Finnland

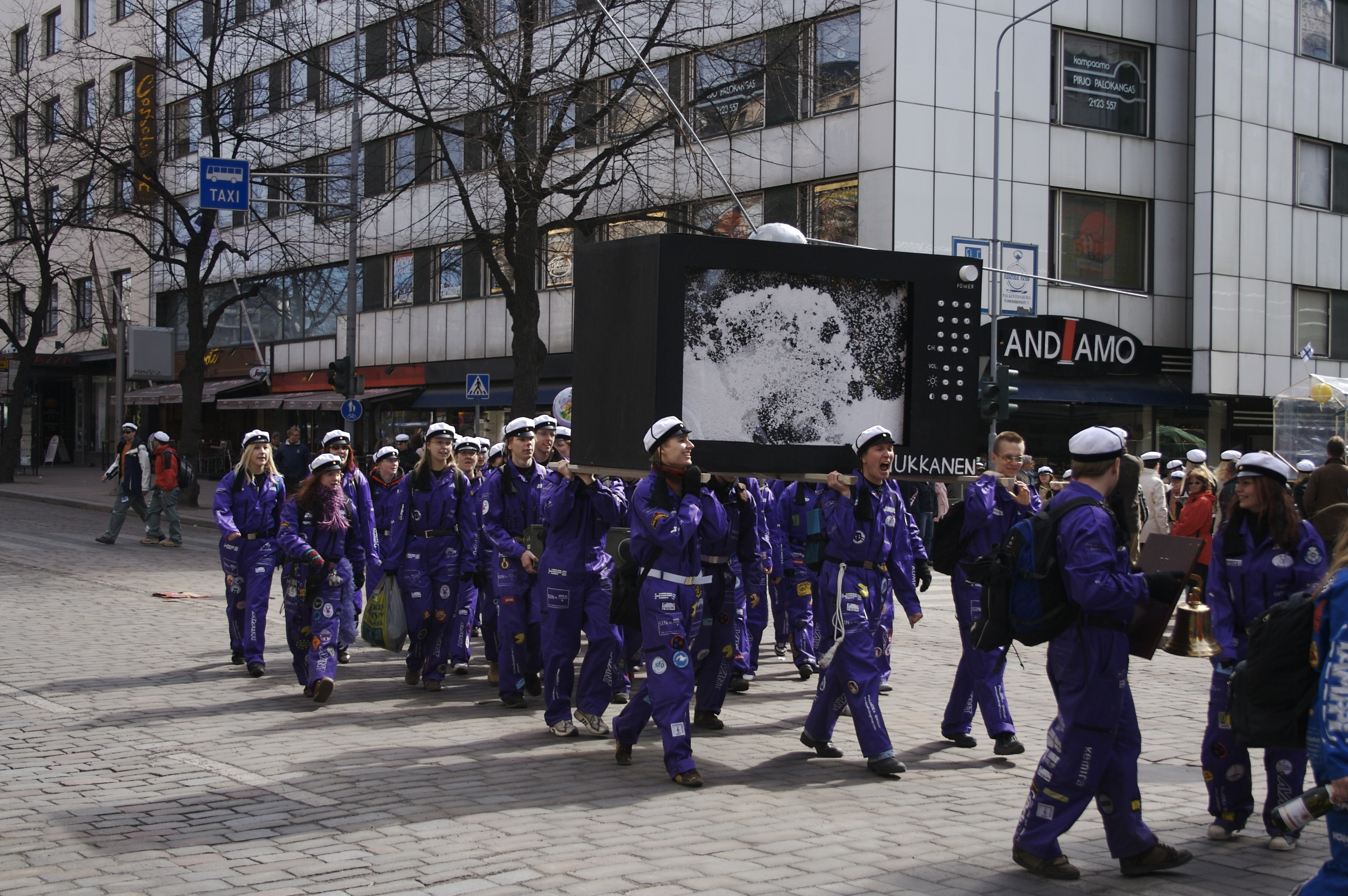
Finnische Studentenoveralls

Ende der 1970er Jahre brachten schwedische Gaststudenten aus Stockholm die Overalls auch nach Finnland, wo inzwischen außer den Ingenieursstudenten auch die meisten übrigen Studenten und in den letzten Jahren selbst Studenten an Fachhochschulen die Tradition übernommen haben. Auf Finnisch heißt der Overall haalari, auf Finnlandschwedisch halare oder studenthalare.
Eines der wichtigsten Feste, bei denen der Overall zum Einsatz kommt, ist am 1. Mai, wenn die Studenten Vappu (schwedisch Vappen) feiern. Zweitwichtigstes Ereignis dürfte Laskiainen bzw. Fettisdagen (Faschingsdienstag) sein. Aber auch auf Kneipentouren oder auch Semesteranfangsfeiern werden sie gerne genutzt.

## Deutschland

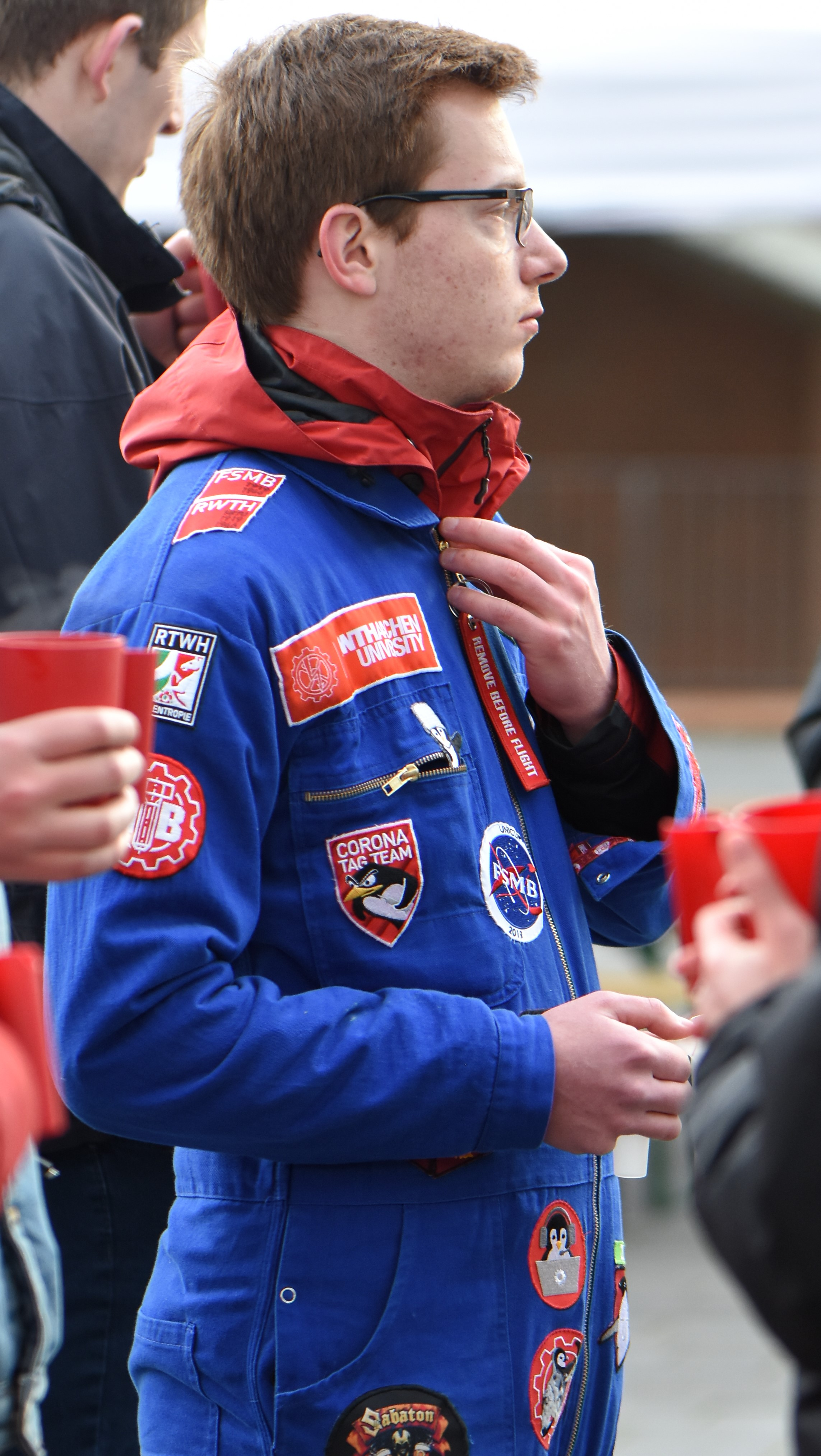
Beispiel eines deutschen Studentenoverall der FSMB an der RWTH Aachen

Im Jahr 2019 haben Studenten der Fachrichtung Maschinenbau an der deutschen Universität RWTH Aachen diesen Brauch auch nach Deutschland gebracht. Dort können Studenten für Events und besondere Leistungen Patches Erhalten und somit ihre Zugehörigkeit auch nach außen zur Schau stellen. Getragen wird der Overall hauptsächlich bei Veranstaltungen der Fachschaft wie zum Beispiel dem Unicup. Aber auch bei anderen Anlässen wie zum Beispiel Karneval. Da der Brauch bisher fast ausschließlich unter Maschinenbauern in Aachen ausgelebt wird und dadurch die Verfügbarkeit der Aufnäher noch sehr gering ist unterscheiden sich deutsche Studentenoveralls von ihren skandinavischen Vorbildern durch eine wesentlich geringere Anzahl an Aufnähern. 